# 浪漫喜剧

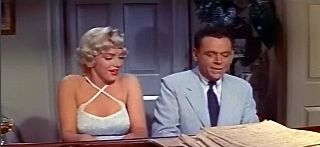
《七年之痒》剧照

浪漫喜剧（英文：Romantic Comedy，縮寫：romcom），是指一种具有诙谐幽默，轻松愉悦的剧情的电影，通常以带有浪漫色彩的主题及元素为中心。词典对其的释义是“一种关于爱情故事的通常以皆大欢喜的场景结尾的电影片，戏剧或电视连续剧”。而另一种释义是“浪漫喜剧最为显著的特点是通篇讲述两个十分般配但又令人怜悯的有情人终成眷属、破镜重圆的爱情故事”。
浪漫喜剧电影是喜剧电影和浪漫爱情电影的结合和次文化产品，一些电视连续剧也可以被归为浪漫喜剧这一类，亦有肥皂剧的特征。

## 历史
在欧洲中世纪，浪漫喜剧被创造之前，“浪漫”一词还没有被用来表示“浪漫爱情”这个语义，而是用来表示“中世纪英雄传奇探险故事”这一语义。但这些英雄探险故事往往会融入一些爱情元素，如英雄救美或一名骑士为一名女性而做出壮举，所以很多现代爱情元素很快就被融入其中了。莎士比亚喜剧和英国王朝复辟时期的喜剧剧本对今天欧美的浪漫喜剧影视作品有很深远的影响。